# Carl Koch (geologo)
Carl Koch (Heidelberg, 1º giugno 1827 – Wiesbaden, 18 aprile 1882) è stato un naturalista e geologo tedesco.
Formatosi alle università di Heidelberg, Marburgo e Gießen, lavorò per diversi anni nell’industria mineraria, per poi dedicarsi all’insegnamento delle scienze presso l’Accademia mineraria di Dillenburg (Bergschule Dillenburg) e in diversi altri istituti scolastici. Nel 1872 si trasferì a Wiesbaden, insegnando presso il locale Istituto d’Agricoltura (Landwirtschaftsschule Hof Geisberg), ma senza interrompere le sue collaborazioni didattiche con la Senckenberg Gesellschaft di Francoforte. Nel 1873 fu assunto presso il Servizio Geologico Prussiano (Preußischen Geologischen Landesanstalt). Studioso dai molteplici interessi, Koch non fu attivo soltanto nei settori della geologia e della paleontologia, ma dedicò importanti studi anche a diversi altri campi delle scienze naturali, tra cui la zoologia e la botanica.